# Багатоцільовий фрегат «Торнадо»
Багатоцільовий фрегат «Торнадо» — перспективний бойовий корабель, розроблений миколаївським державним підприємством «Дослідно-проєктний центр кораблебудування» (ДП "ДПЦК") під егідою українсько-британського спільного підприємства Fast Craft Naval Supplies (UK) Limited. Призначений для пошуку та знищення надводних кораблів, підводних човнів, завдавання ударів по морських та берегових об’єктах, відбиття атак з повітря.

## Технічні характеристики
- Максимальна довжина, 108 м
- Довжина за КВЛ, 97 м
- Ширина за КВЛ, 12.8 м
- Осадка за КВЛ, 3.5 м
- Висота борту на міделі, 8.5 м
- Водотоннажність: 
  - стандартна 2 080 т
  - повна 2 465 т
- Головна енергетична установка GTU+VDU
- Максимальна швидкість, 35 вуз.
- Дальність плавання, 4 000 миль (15 вуз.)
- Автономність, 21 доба

## Оператори
- Екваторіальна Гвінея — фрегат F 073 Wele Nzas